# 夢みるPLANET
「夢みるPLANET」（ゆめみるプラネット）は、荻野目洋子 with ウゴウゴ・ルーガのシングル。1993年5月21日にビクターエンタテインメントよりリリースされた。公式データでは、荻野目洋子の27枚目のシングルとして数えられている。

## 概要
表題曲「夢みるPLANET」は、フジテレビ系子供向けバラエティ番組『ウゴウゴルーガ』のエンディングテーマであり、同番組に出演していた当時子役の田嶋秀任（ウゴウゴ役）と小出由華（ルーガ役）が参加している。2人はこの時期のコンサートツアーにも同行していた。
ジャズサウンドの楽曲で、フルオーケストラを入れてレコーディングされた。テレビ番組ではフジテレビ系『とんねるずのみなさんのおかげです』で2度歌唱されている。ちなみに荻野目は、同番組の不定期コーナーの一つであったコント「貧乏家の人々」のレギュラーゲストであり、頻繁に出演していた。

## 収録曲
1. 夢みるPLANET（歌：荻野目洋子 with ウゴウゴ・ルーガ）
作詞：吉元由美 / 作曲：浅田直 / 編曲：鷺巣詩郎
2. 愛はユメ恋はマボロシ（歌：荻野目洋子）
作詞：朝野深雪 / 作曲：小野寺明敏 / 編曲：須貝幸生・神長弘一・井上龍仁
3. 夢みるPLANET［オリジナルカラオケ］
4. 愛はユメ恋はマボロシ［オリジナルカラオケ］